# Список об'єктів Світової спадщини ЮНЕСКО у Сальвадорі
В списку об'єктів Світової спадщини ЮНЕСКО у Сальвадорі налічується 1 найменування (станом на 2011 рік).
| № | Зображення | Назва                             | Місцеположення | Час створення | Час внесення до списку | №                                                  | Критерії |
| - | ---------- | --------------------------------- | -------------- | ------------- | ---------------------- | -------------------------------------------------- | -------- |
| 1 |            | Археологічна ділянка Хоя-де-Серен | —              | —             | 1993                   | 675 [Архівовано 24 грудня 2018 у Wayback Machine.] | iii, iv  |